# 大分市立川添小学校
大分市立川添小学校（おおいたしりつ かわぞえしょうがっこう）は、大分県大分市にある公立小学校である。

## 概要
「川添」の名の通り、大野川右岸に沿った地区を通学区域とする小学校である。その通学区域は東南に広がり、九六位山までを含む。

## 沿革
- 1874年（明治7年）1月 - 旧臼杵藩宮河内代官所を創設[1]
- 1887年（明治20年） - 金谷簡易学校に改称。
- 1892年（明治25年） - 宮河内尋常小学校に改称。
- 1903年（明治36年） - 浄土寺の仮校舎に移転。
- 1916年（大正5年）12月27日 - 金谷に新校舎落成。
- 1941年（昭和16年）4月 - 川添国民学校に改称。
- 1947年（昭和22年） - 川添村立川添小学校に改称。
- 1954年（昭和29年）3月 - 川添村が鶴崎町、松岡村、高田村、明治村と新設合併し、鶴崎市となったことに伴い、鶴崎市立川添小学校に改称。
- 1956年（昭和31年）12月 - 大東中学校との統合により廃校となった川添中学校の跡地（現在地）に移転[2]。
- 1963年（昭和38年） - 鶴崎市が大分市、大分町、大南町、大在村、坂ノ市町と新設合併し、大分市となったことに伴い、大分市立川添小学校に改称。

## 通学区域
つるさき陽光台、宮河内ハイランド、リバーサイド若葉台、大字迫（迫）、大字種具（迫、種具）、大字広内、大字宮河内（金谷、杵河内、迫阿蘇入、新田、浄土寺、宮谷）